# Cygnus NG-17
Cygnus NG-17 var en flygning av en av företaget Northrop Grummans Cygnus rymdfarkoster till Internationella rymdstationen (ISS). Farkosten sköts upp med en Antares 230+ raket, från Wallops Flight Facility i Virginia, den 19 februari 2022.
Farkosten kallades S.S. Piers Sellers och var uppkallad efter den avlidna brittisk-amerikanske astronauten Piers Sellers.
Målet med flygningen var att leverera material och förnödenheter till ISS.
Den 21 februari 2022 dockades farkosten med rymdstationen med hjälp av Canadarm2.
Den lämnade rymdstationen den 28 juni 2022 och brann upp i jordens atmosfär den 29 juni 2022
Under tiden farkosten var dockad med rymdstationen, användes den för första gången för att höja rymdstationens omloppsbana.

### Fotnoter
1. ↑  ”NASA Space Science Data Coordinated Archive” (på engelska). NASA. https://nssdc.gsfc.nasa.gov/nmc/spacecraft/display.action?id=2022-015A. Läst 27 mars 2022.
2. ↑  Sean Potter (12 januari 2022). ”NASA Invites Media to Northrop Grumman’s February Launch from Virginia” (på engelska). NASA. https://www.nasa.gov/press-release/nasa-invites-media-to-northrop-grumman-s-february-launch-from-virginia. Läst 27 januari 2022.
3. ↑  Mark Garcia (25 juni 2022). ”Cygnus Cargo Craft Fires Engine for Limited Station Reboost” (på engelska). NASA. https://blogs.nasa.gov/spacestation/2022/06/25/cygnus-cargo-craft-fires-engine-for-limited-station-reboost/. Läst 3 juli 2022.